# William Lowell Putnam Mathematical Competition
Le concours universitaire William Lowell Putnam Mathematical Competition (aussi appelé William Lowell Putnam Competition ou Putnam Competition) est un concours mathématique annuel prestigieux ouvert aux étudiants des universités et institutions universitaires des États-Unis et du Canada. Le concours est géré par la Mathematical Association of America. Il a été fondé en 1927 par Elizabeth Lowell Putnam, en mémoire de son mari William Lowell Putnam mort en 1923. C'est après la mort d'Elizabeth Putnam en 1935 que le concours a pris sa forme actuelle sous la gestion de la MAA. Le concours est organisé depuis 1938.

## Modalités
Le concours est ouvert à la fois à des équipes et à des participants individuels. Les cinq meilleurs participants individuels sont appelés les « Putnam Fellows » de l'année. Le montant des prix est généralement de plusieurs milliers de dollars, voire de dizaines de milliers pour les équipes ; au cours des dernières années, la première équipe a reçu 25 000 $ et les membres de l'équipe par 1 500 $, les quatre équipes suivantes moins, les cinq meilleurs par 2 500 $. Les noms des 100 meilleurs participants individuels sont publiés dans le numéro d'octobre du journal The American Mathematical Monthly, classés par ordre alphabétique. L'un des Putnam fellows reçoit également une bourse de la Fondation Putnam pour étudier à Harvard. Les participants provenant de collèges ou d'universités ne peuvent pas avoir obtenu le diplôme « undergraduates ». En revanche des étudiants diplômés du secondaire (des « high schools »)  sont autorisés à participer. Un candidat ne peut pas participer plus de quatre fois. Les participants doivent être étudiants dans une université de l'Amérique du Nord, mais sans considération de nationalité.

## Organisation
Le concours, auquel participent environ 2 000 étudiants, a lieu chaque année le premier samedi de décembre.  Les examens ont lieu dans les universités respectives et durent deux fois trois heures le matin et l'après-midi. Douze problèmes doivent être résolus qui peuvent généralement être résolus avec des connaissances de base en mathématiques du niveau college, mais qui nécessitent une importante réflexion créatrice. Le test est supervisé par des membres du corps enseignant dans les écoles participantes. Chacune des douze questions vaut 10 points. Il est très rare qu'un candidat obtiennent le maximum possible de 120 points.
Voici un exemple de question :
« 
Players 1, 2, 3, ..., n are seated around a table and each has a single penny. Player 1 passes a penny to Player 2, who then passes two pennies to Player 3. Player 3 then passes one penny to Player 4, who passes two pennies to Player 5, and so on, players alternately passing one penny or two to the next player who still has some pennies. A player who runs out of pennies drops out of the game and leaves the table. Find an infinite set of numbers n for which some player ends up with all n pennies. 
 »

## Prix féminin
Depuis 1992, la meilleure participante reçoit un prix séparé le prix  Elizabeth Lowell Putnam, doté de 1 000 $. Le concours général étant mixte, ce prix peut s'ajouter au prix général pour les cinq meilleurs du concours. Ceci a été le cas par exemple pour Ioana Dumitriu (1995, 1996, 1997), Melanie Wood (2001, 2002), Ana Caraiani (2003, 2004), Alison Beth Miller (2005, 2006, 2007) ou Viktoriya Krakovna (2008).

## Lauréats
De nombreux Putnam fellows sont devenus des chercheurs éminents en mathématiques et dans d'autres domaines, y compris trois médaillés Fields — John Milnor, David Mumford et Daniel Quillen — et deux lauréats du prix Nobel en physique — Richard Feynman et Kenneth Geddes Wilson. Il est permis de participer plusieurs fois au concours, et même d'en être lauréat plusieurs fois. Six participants — Don Coppersmith, Arthur Rubin, Bjorn Poonen, Ravi D. Vakil, Gabriel D. Carroll, Reid W. Barton, Daniel Kane et Brian R. Lawrence — ont été quatre fois lauréats.